# Woreczki nikotynowe

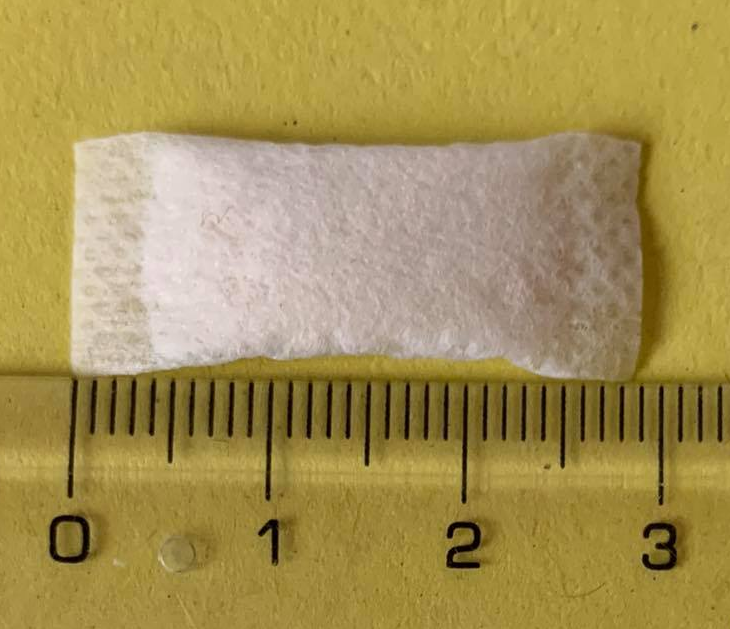
Pojedynczy woreczek nikotynowy o długości 3 cm

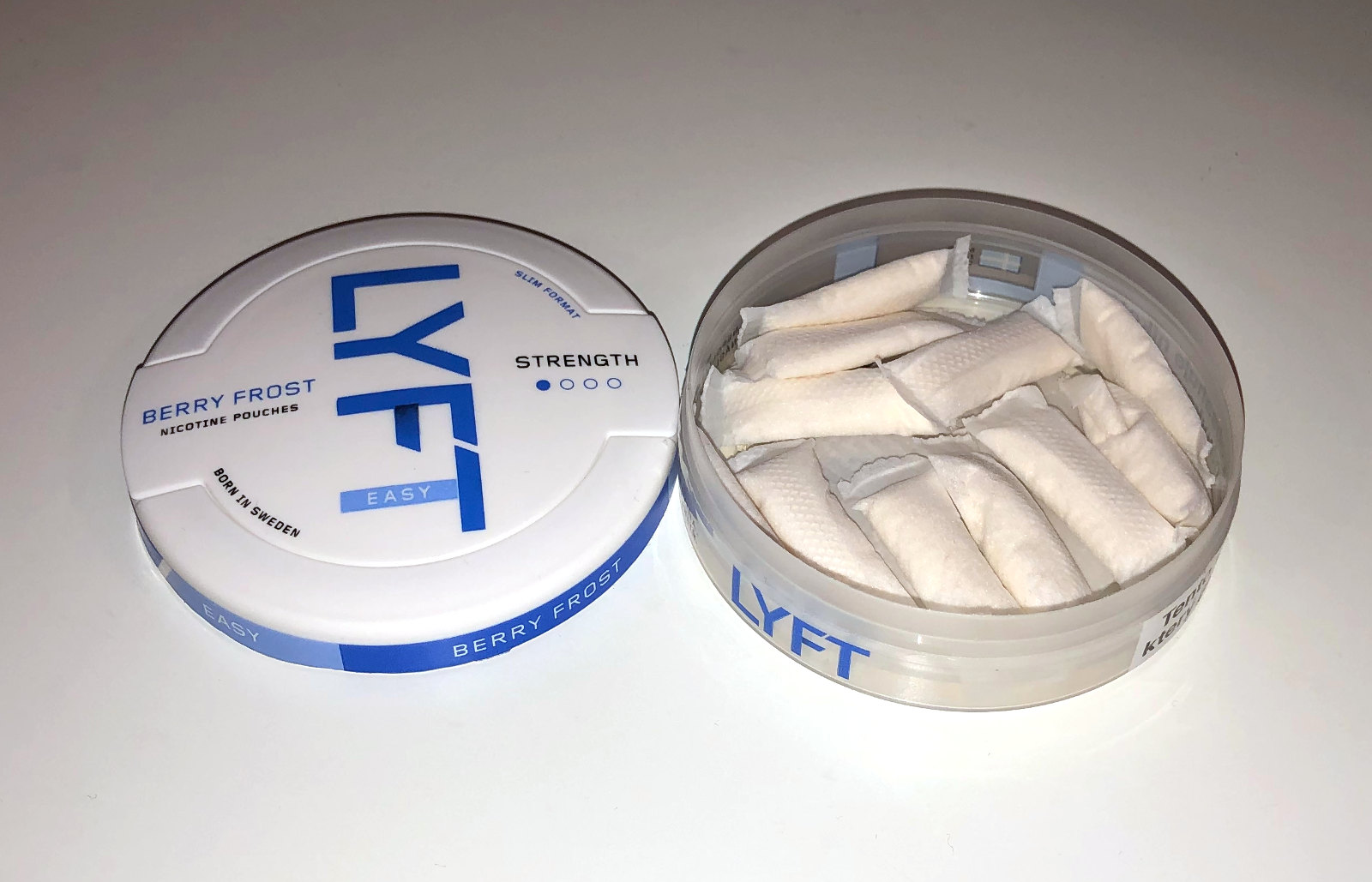
Pudełko woreczków nikotynowych marki Lyft

Woreczki nikotynowe, znane również pod nazwą biały snus, saszetki nikotynowe – niewielkie, prostokątne woreczki zawierające nikotynę, aromaty oraz inne składniki. W odróżnieniu od snusu, nie zawierają liści, pyłu ani łodyg tytoniowych. Nikotyna może być pochodzenia roślinnego lub syntetyczna.
Podobnie jak snus lub tytoń do żucia, użytkownik umieszcza woreczek między wargą a dziąsłem, gdzie nikotyna i aromaty są uwalniane stopniowo do krwiobiegu przez błony śluzowe. Po użyciu woreczek wyrzuca się. W przeciwieństwie do tytoniu do żucia, nie wymagają one wypluwania.
Od 2021 sprzedaż woreczków nikotynowych znacząco wzrosła, a liderem na rynku globalnym stała się marka Zyn. Popularność ta budzi kontrowersje, szczególnie dotyczące młodzieży.